# 肯格埃里
肯格埃里（Kengeri），是印度卡纳塔克邦Bangalore县的一个城镇。总人口42386（2001年）。

## 人口
该地2001年总人口42386人，其中男性21899人，女性20487人；0—6岁人口4511人，其中男2316人，女2195人；识字率74.80%，其中男性为79.48%，女性为69.80%。